# Sopo Schatirischwili
Sopo „Sopiko“ Schatirischwili (georgisch სოფო „სოფიკო“ შათირიშვილი; engl. Transkription: Sopo Shatirishvili; * 15. Januar 1995) ist eine georgische Leichtathletin, die sich auf das Kugelstoßen spezialisiert hat.

## Sportliche Laufbahn
Erste Erfahrungen bei internationalen Meisterschaften sammelte Sopo Schatirischwili bei der Team-Europameisterschaft 2015, die im Zuge der Europaspiele in Baku stattfand und bei der sie mit 11,45 m den neunten Platz im Kugelstoßen belegte. 2017 schied sie bei den U23-Europameisterschaften in Bydgoszcz mit 13,75 m in der Qualifikationsrunde aus und 2019 belegte sie bei den Balkan-Hallenmeisterschaften in Istanbul mit 15,20 m den vierten Platz. Bei den Freiluftmeisterschaften in Prawez gelangte sie dann mit 14,52 m auf Rang sechs. 2021 qualifizierte sie sich für die Teilnahme an den Olympischen Sommerspielen in Tokio und schied dort mit 15,31 m in der Vorrunde aus. 2022 belegte sie bei den Balkan-Hallenmeisterschaften in Istanbul mit 15,58 m den vierten Platz und gewann bei den Freiluftmeisterschaften in Craiova mit 16,14 m die Silbermedaille hinter der Ukrainerin Olha Holodna. Zudem schied sie bei den Europameisterschaften in München mit 15,52 m in der Vorrunde aus.
2023 verpasste sie bei den Halleneuropameisterschaften in Istanbul mit 15,08 m den Finaleinzug. Im Juni wurde sie bei der 3. Liga der Team-Europameisterschaft im Rahmen der Europaspiele in Chorzów mit 15,86 m Erste, ehe sie bei den Balkan-Meisterschaften in Kraljevo mit 15,47 m die Bronzemedaille hinter der Moldauerin Dimitriana Bezede und Maria Mangoulia aus Griechenland gewann. Im Jahr darauf belegte sie bei den Balkan-Hallenmeisterschaften in Istanbul mit 15,20 m den fünften Platz und im Mai belegte sie bei den Freiluft-Balkan-Meisterschaften in Izmir mit 15,71 m den vierten Platz.
In den Jahren 2019, 2021 und 2022 wurde Schatirischwili georgische Meisterin im Kugelstoßen im Freien sowie 2022 auch im Diskuswurf. Zudem wurde sie von 2019 bis 2022 auch Hallenmeisterin im Kugelstoßen.

## Persönliche Bestleistungen
- Kugelstoßen: 18,74 m, 29. Mai 2021 in Tiflis
- Diskuswurf: 36,21 m, 26. Juni 2022 in Tiflis